# Seth Grahame-Smith
Seth Grahame-Smith (nacido como Seth Jared Greenberg; 4 de enero de 1976) es un escritor y productor de cine estadounidense, conocido por escribir las novelas de la lista de libros más vendidos del New York Times "Orgullo y prejuicio y zombis" y "Abraham Lincoln, cazador de vampiros", ambos libros fueron sido adaptadas al cine. Grahame-Smith también es cocreador de la comedia de situación con guion "The Hard Times of RJ Berger", en la que también se desempeña como escritor principal y productor ejecutivo. En colaboración con David Katzenberg, su socio en	KatzSmith Productions, Grahame-Smith está desarrollando actualmente varios proyectos diferentes tanto para televisión como para cine.

## Vida personal
Grahame-Smith nació en Rockville Center en el estado de Nueva York, es hijo de Deborah Ann (née Williams) y Barry Michael Greenberg. Pasó su infancia en Weston y Bethel, Connecticut. Allí asistió a la escuela secundaria Bethel. Sus padres se divorciaron cuando él era un niño. Entonces, tanto su madre como él mismo cambiaron sus apellidos a "Grahame", en honor al autor Kenneth Grahame. Cuando finalmente se casó, agregó "Smith" a su apellido. Grahame-Smith asistió a una iglesia episcopal después del nuevo matrimonio de su madre (su padre era judío ). Su madre era editora de libros y su padrastro era vendedor y coleccionista de libros raros.
Grahame-Smith recibió un título en cine de Emerson College, en Boston, Massachusetts. Actualmente vive en Los Ángeles, California con su esposa Erin Stickle y sus dos hijos, Joshua y Jacob.

## Carrera

### Literatura
El primer libro ampliamente publicado de Grahame-Smith fue The Big Book of Porn: A Penetrating Look at the World of Dirty Movies, una historia de no ficción de la forma de arte erótico publicada en 2005. Al año siguiente, publicó The Spider-Man Handbook: The Ultimate Training Manual, un examen de Spider-Man de Marvel Comics, con una introducción de Stan Lee. En 2007, Grahame-Smith escribió How to Survive a Horror Movie: All the Skills to Dodge the Kills, una guía irónica para ayudar a los lectores a escapar de las situaciones que se muestran con mayor frecuencia en las películas de terror. La introducción del libro fue escrita por el director de cine de terror Wes Craven. Su siguiente libro fue el satírico Pardon My President: Fold-and-Mail Apologies for 8 Years, una colección de cartas dirigidas a varias partes con la intención de disculparse por los errores que habían sufrido bajo la administración de George W. Bush .
La idea de la siguiente novela de Grahame-Smith, Orgullo y prejuicio y zombis, vino de su editor en Quirk Books, Jason Rekulak. Utilizando la novela clásica de Jane Austen Orgullo y prejuicio como plataforma, Rekulak sugirió que Grahame-Smith mezclara una trama de zombis en la novela de dominio público. Enamorado de la idea, Grahame-Smith inmediatamente comenzó a trabajar en ella, primero leyendo Orgullo y prejuicio y luego insertando los espantosos elementos de zombis, un proceso que describió como similar a la microcirugía. Aunque Quirk Books inicialmente se mostró reacio a publicar el libro por temor a alienar a los fanáticos de Austen, la novela se imprimió en 2009, con expectativas de ventas modestas. En las semanas previas al lanzamiento, sin embargo, la popularidad del libro aumentó drásticamente a medida que la portada y el título de la obra circulaban por Internet. La expectativa por el libro creció tan rápidamente que en su primera semana de lanzamiento, Orgullo y prejuicio y zombis subió al número 3 en la lista de los más vendidos del New York Times . Desde entonces, la novela ha vendido más de un millón de copias y ha sido traducida a más de 20 idiomas.
Sobre la base del éxito de Pride and Prejudice and Zombies, Grahame-Smith escribió otra mezcla, Abraham Lincoln, Vampire Hunter . Como sugiere el título, este libro rastrea la vida de Abraham Lincoln desde la infancia hasta el asesinato, basándose en sus "diarios secretos" para revelar su papel central en una lucha mundial contra el vampirismo. Lanzada el 2 de marzo de 2010, esta novela debutó en el puesto número 4 en la lista de libros más vendidos del New York Times en la categoría "ficción de tapa dura".
Si bien originalmente escribió novelas exclusivamente, Grahame-Smith hizo su debut como escritor de cómics en la serie de Marvel "Marvel Zombies Return: Hulk". Colaboró con el artista Richard Elson en el libro.
Unholy Night, la novela más reciente de Grahame-Smith, se publicó el 10 de abril de 2012. Representa a Baltasar, Gaspar y Melchor, los Reyes Magos de la tradición popular, como criminales que finalmente visitan al niño Jesús. Herodes el Grande, César Augusto, Poncio Pilatos y la Virgen María aparecen como personajes secundarios.

### Película
Dos de los libros más vendidos de Grahame-Smith se convirtieron en largometrajes. Grahame-Smith adaptó su libro, Abraham Lincoln: Vampire Hunter, para la pantalla, para los productores Tim Burton y Timur Bekmambetov . En 2011, Lionsgate Entertainment optó por Pride and Prejudice and Zombies, con Natalie Portman como productora y David O. Russell inicialmente listo para adaptar y dirigir. Russell más tarde abandonó el proyecto. En 2013, un nuevo grupo de productores, incluido Portman, contrató a Burr Steers para dirigir. Lily James y Bella Heathcote fueron elegidas para interpretar a las hermanas Bennett mayores. Orgullo y prejuicio y zombis se estrenó el 5 de febrero de 2016.
Grahame-Smith escribió el guion de Sombras tenebrosas de Tim Burton, la adaptación cinematográfica de la telenovela de la década de 1960, reemplazando al escriba de Burton John August . Grahame-Smith produjo la adaptación cinematográfica del guion de especificaciones de Mark Bianculli y Jeff Richard The Waiting . Smith pulió el guion de Fantastic Four . En 2013, Smith fue contratado para escribir y producir una tercera película de Gremlins . En enero de 2015, se anunció que escribiría el guion de una secuela de Beetlejuice, y que el proyecto Gremlins quedó en suspenso. El remake Something Wicked This Way Comes está listo para su debut como director . Smith produjo las versiones cinematográficas de It: It de Stephen King, que se estrenó en septiembre de 2017, y It Chapter Two, estrenada dos años después, y está produciendo el largometraje que sigue a la acción de la década de 1980. cortometraje de comedia homenaje titulado Kung Fury en 2018.

### Televisión
Después de recibir un título en cine de Emerson College, Grahame-Smith se mudó a Los Ángeles, donde escribió y produjo varias series de televisión, incluidas Vendettas y History's Mysteries de History Channel . Sobre la base de estas experiencias, se contrató a Grahame-Smith para producir un innovador Serie en línea de CBS, Clark and Michael, protagonizada por Clark Duke, Michael Cera, David Cross, Patton Oswalt y Andy Richter.
Mientras trabajaba en Clark y Michael, Grahame-Smith conoció a otro productor de la serie, David Katzenberg (hijo de Jeffrey ), quien se convertiría en su socio en KatzSmith Productions . Bajo el estandarte de KatzSmith, Grahame-Smith y Katzenberg crearon, escribieron y produjeron una comedia con guion para MTV llamada The Hard Times of RJ Berger, que sigue a un torpe perdedor de la escuela secundaria que gana notoriedad por su extraordinaria dotación.
En octubre de 2020, se anunció que Grahame-Smith se desempeñaría como productor ejecutivo de una serie de HBO Max basada en Green Lantern. También está listo para escribir la serie junto a Marc Guggenheim . En octubre de 2022 se anunció que el espectáculo tomaría un nuevo rumbo y que había optado por no quedarse con el nuevo proyecto.

## Filmografía

### Película
| Año  | Título                               | acreditado como | acreditado como | notas                                                                       |
| Año  | Título                               | Escritor        | Productor       | notas                                                                       |
| ---- | ------------------------------------ | --------------- | --------------- | --------------------------------------------------------------------------- |
| 2012 | Dark Shadows                         | Sí              | No              | Coguionista con John August                                                 |
| 2012 | Abraham Lincoln: cazador de vampiros | Sí              | Executive       | Basado en su novela                                                         |
| 2016 | Orgullo y prejuicio y zombis         | No              | No              | Acreditado en pantalla por estar basado en su novela.                       |
| 2017 | The Lego Batman Movie                | Sí              | No              | Coguionista con Chris McKenna, Erik Sommers, Jared Stern y John Whittington |
| 2017 | It                                   | No              | Sí              |                                                                             |
| 2017 | The Lego Ninjago Movie               | No              | Executive       |                                                                             |
| 2019 | Child's Play                         | No              | Sí              |                                                                             |
| 2019 | IT Chapter Two                       | No              | Executive       |                                                                             |
| 2022 | Kung Fury 2                          | No              | Sí              | Post-producción                                                             |

### Televisión
| Año           | Título                             | acreditado como | acreditado como | acreditado como | notas                                                                                        |
| Año           | Título                             | Director        | Escritor        | Productor       | notas                                                                                        |
| ------------- | ---------------------------------- | --------------- | --------------- | --------------- | -------------------------------------------------------------------------------------------- |
| 2000-2001     | misterios de la historia           | No              | Sí              | Coordinating    | serie documental; 2 episodios                                                                |
| 2001          | la mayoría                         | No              | Sí              | No              | Miniseries                                                                                   |
| 2007          | Clark y Michael                    | No              | No              | Sí              |                                                                                              |
| 2010-2011     | Los tiempos difíciles de RJ Berger | Sí              | Sí              | Executive       | También creador; Director en 2 episodios; Escritor de 4 episodios; Productor en 12 episodios |
| 2015          | 87 Premios de la Academia          | No              | Sí              | No              | Presentación de entrega de premios                                                           |
| 2021-presente | Un poco más allá                   | No              | Sí              | Executive       | también showrunner                                                                           |
| por confirmar | Linterna Verde                     | Sí              | Sí              | Executive       | también showrunner                                                                           |